# Moldaviens damlandslag i fotboll
Moldaviens damlandslag i fotboll representerar Moldavien i fotboll på damsidan. Landslaget spelade sin första match den 10 september 1990 borta mot Rumänien. De har aldrig kvalat in till VM, OS eller EM-slutspelet.